# (21374) 1997 WS22
(21374) 1997 WS22 est un astéroïde Amor découvert en 1997.

## Description
(21374) 1997 WS22 a été découvert le 24 novembre 1997 à l'observatoire de Siding Spring, situé près de Coonabarabran, en Nouvelle-Galles du Sud, en Australie, par Malcolm Hartley.

### Caractéristiques orbitales
L'orbite de cet astéroïde est caractérisée par un demi-grand axe de 1,27 UA, un périhélie de 1,12 UA, une excentricité de 0,12 et une inclinaison de 23,98° par rapport à l'écliptique. Du fait de ces caractéristiques, à savoir un périhélie compris entre 1,017 et 1,3 UA, il est classé comme astéroïde Amor, une famille d'astéroïdes géocroiseurs, s'approchant de l'orbite de la Terre.

### Caractéristiques physiques
(21374) 1997 WS22 a une magnitude absolue (H) de 17,4 et un albédo estimé à 0,265.